# Вікові дуби (6)
Вікові дуби (6) — ботанічна пам'ятка природи місцевого значення. Об'єкт розташований на території Голої Пристані Херсонської області, центральний парк, вул. Лермонтова, 21.
Площа — 0 га, статус отриманий у 1983 році.